# F-05E
ドコモ タブレット ARROWS Tab F-05E（ドコモ タブレット アローズタブ エフゼロゴイー）は、富士通によって開発された、NTTドコモのLTEデータ通信（Xi）端末である。ドコモ タブレットのひとつ。

## 概要
F-01Dの後継機種で、画面解像度がWUXGAに、RAMは2GB、ROMは32GBにスペックアップしている。また、NVIDIA製のクアッドコアCPU「Tegra 3」と富士通製のドコモ向けタブレット端末で初となるスイッチ付きの指紋センサーを搭載している。
背面にある有効画素数810万画素のアウトカメラには、ソニーが開発した積層型CMOSセンサー「Exmor RS for mobile」を搭載しており、フルHD動画撮影に対応している。ただしフォトライトやフラッシュは搭載されていない。
おサイフケータイには対応していないがNFCに対応しており、アプリとの組み合わせによりクーポン取得やAndroid Beamを利用する事が可能である。ただし、F-02E・F-04E・F-03Eと同じく決済機能には非対応である。
YouTubeなどで配信されている高精細の映像コンテンツも本体のステレオスピーカーで体を包み込むような臨場感あふれる立体的サウンドが楽しめる次世代のドルビーデジタルプラスを国内メーカーで初めて搭載している。
バッテリー容量はF-01Dと比較して約1.5倍増、ドコモ タブレットでは最大容量となる10,080mAhで、同梱の卓上ホルダ F39とACアダプタ F07の併用により、約30分で従来の約2.2倍の容量を充電できる「超急速充電」に対応している。ただし取り外しは出来ず交換は有償預かり修理となり17,745円かかる（2013年8月現在ドコモ タブレットのバッテリー交換代金としては最も高額）。

## 主な機能
| 主な対応サービス                                | 主な対応サービス                         | 主な対応サービス                     | 主な対応サービス                                       |
| ----------------------------------------------- | ---------------------------------------- | ------------------------------------ | ------------------------------------------------------ |
| タッチパネル/加速度センサー                     | Xi/FOMAハイスピード                      | Bluetooth                            | DCMX/おサイフケータイ/NFC/かざしてリンク/赤外線/トルカ |
| ワンセグ/モバキャス                             | メロディコール                           | テザリング                           | WiFi IEEE802.11a/b/g/n                                 |
| GPS                                             | ドコモメール/電話帳バックアップ          | デコメール/デコメ絵文字/デコメアニメ | iチャネル                                              |
| エリアメール/ソフトウェアーアップデート自動更新 | デジタルオーディオプレーヤー(WMA)(MP3他) | GSM/3Gローミング(WORLD WING)         | フルブラウザ/Flash Player                              |
| Google Play/dメニュー/dマーケット               | Gmail/Google Talk/YouTube/Picasa         | バーコードリーダ/名刺リーダ          | ドコモ地図ナビ/Google Maps/ストリートビュー            |

## 歴史
- 2012年10月11日 - NTTドコモより発表。
- 2012年12月8日 - 発売開始[6]。
- 2013年2月21日 - PlayStation Mobileに対応。
- 2013年5月8日 - Android 4.1バージョンアップ対象機種に選定される[7]。
- 2013年8月1日 - Android 4.1へバージョンアップ開始。

## アップデート・不具合など
2013年3月6日のアップデート
- 卓上ホルダF39での充電動作などの制御を改善する。
- ビルド番号がV12R34G、V13R36CのいずれかからV16R39Aになる。

2013年6月6日のアップデート
- 充電時にお知らせLEDが点滅する場合がある不具合を修正する。
- ビルド番号がV16R39AからV17R40Aになる。

2013年8月1日のアップデート(OSバージョンアップ)
- 本機特有の主な変更点
  - タスク管理画面で起動中のアプリを全終了できるボタンが追加される。
  - 「キャプメモ」ボタン配置の変更。アプリ切替ボタンの隣に移動される。
  - カメラ画像の改善。顔検出エンジンが新たに搭載され、暗い場所でも人物・夜景がきれいに撮れるようになる。
  - テザリング中にステータスパネルの「通知」をOFFにしていても、テザリングアイコンが常時表示されるようになる。
  - 描画処理の改善。
- Android 4.1における共通の変更点
  - Android OS全体で、表示速度とタッチ反応が向上。
  - Google Nowへの対応。
  - ステータスバーから次のアクションが可能に。
- ドコモ共通の変更点
  - データ保管BOXへ対応。
  - NOTTVの災害関連情報受信への対応。
- 不具合修正
  - dビデオのコンテンツを再生中、まれにエラーメッセージが表示される場合がある不具合を修正する。
- ビルド番号がV12R34G、V13R36C、V16R39A、V17R40AのいずれかからV08R32Dになる。

2013年12月3日のアップデート
- ワンセグ視聴中、まれに携帯電話（本体）が再起動する場合がある不具合を修正する。
- ビルド番号がV08R32DからV10R34Aになる。

2014年6月3日のアップデート
- より快適にご利用いただけるよう、パケット通信制御を改善。
- [Google ドライブ」アプリの追加。
- ビルド番号がAndroidバージョン4.0.4の場合、V12R34G、V13R36C、V16R39A、V17R40AからV18R41Aに、Androidバージョン4.1.2の場合、V08R32D、V10R34AからV11R35Aになる。

2014年10月29日のアップデート※ソフトウェア更新の対象は、2013年8月1日より提供しているOSバージョンアップを実施された携帯電話となるため、事前にOSバージョンアップの実施が必要。
- カメラアプリで撮影した画像に位置情報が付与されない場合がある不具合を修正する。
- ビルド番号がV08R32D、V10R34A、V11R35AからV12R36Cになる。